# 1301
- Wikisource

| Calendário gregoriano                                                        | 1301 MCCCI                                            |
| Ab urbe condita                                                              | 2054                                                  |
| Calendário arménio                                                           | 750 – 751                                             |
| Calendário bahá'í                                                            | -543 – -542                                           |
| Calendário budista                                                           | 1845                                                  |
| Calendário chinês                                                            | 3997 – 3998 Início a 9 de fevereiro (aproximadamente) |
| Calendário copta                                                             | 1017 – 1018                                           |
| Calendário etíope                                                            | 1293 – 1294                                           |
| Calendários hindus - Vikram Samvat - Calendário nacional indiano - Cáli Iuga | 1356 – 1357 1222 – 1223 4401 – 4402                   |
| Calendário Holoceno                                                          | 11301                                                 |
| Calendário islâmico                                                          | 700 – 701                                             |
| Calendário judaico                                                           | 5061 – 5062                                           |
| Calendário persa                                                             | 679 – 680                                             |
| Calendário rúnico                                                            | 1551                                                  |
| Calendário solar tailandês                                                   | 1844                                                  |

1301 (MCCCI na numeração romana) foi um ano comum, o primeiro ano do século XIV, do Calendário Juliano, da Era de Cristo, a sua letra dominical foi A (52 semanas), teve início a um domingo e terminou também a um domingo.
| Ano completo                    |
| ------------------------------- |
| Ano comum com início ao domingo |

## Eventos
- Início do século XIV da Era de Cristo.
- 4 de Janeiro — O senhorio da Ericeira é concedido pelo rei D. Dinis a D. Maria Anes de Aboim, casada com D. João Fernandes de Lima. Em troca desse senhorio e do Mafra, o rei entrou na posse da vila e castelo de Portel.
- O senhorio da vila de Muge deixa de estar na posse do abade de Alcobaça; este recebe em troca uma parte das terras que o rei possuía em Valada.
- É fundado o Beilhique de Hamid, um principado turco anteriormente vassalo do Sultanato de Rum cujos territórios se situavam no que é hoje a Região do Mediterrâneo, no sul da Turquia.
- Extinção da Dinastia Arpád na Hungria.